# Afghanische Rugby-Union-Nationalmannschaft

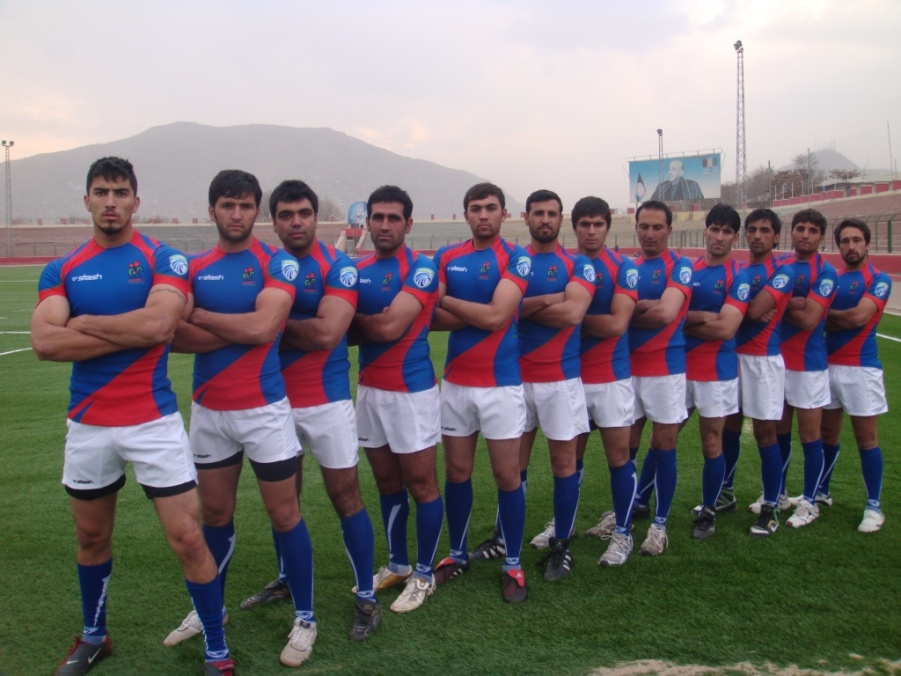
Die afghanische Rugby-Union Auswahl (2011)

Die afghanische Rugby-Union-Nationalmannschaft repräsentiert Afghanistan in der Rugby Union.

## Geschichte
Rugby Union ist eine relativ neue Sportart in Afghanistan. Der Verband wurde offiziell im Jahr 2011 gegründet. Die Nationalmannschaft bestritt ihr erstes Spiel barfuß in der „Grünen Zone“ Kabuls gegen Soldaten des  Special Air Services aus Neuseeland.  Das landesweit erste offizielle Rugby-Turnier wurde von der britischen Botschaft im Dezember 2011 gefördert. Das erste Turnier, an dem die afghanische Mannschaft teilnahm, war das Asian Seven Series Turnier am 27. April 2012 gegen die Vereinigten Arabischen Emirate. 2012 kamen sie zu Besuch nach England. Im Juni 2012 nahm sie am Bournemouth Sevens Turnier in Glastonbury teil.  Vom 12. Oktober 2013 bis zum 13. Oktober 2013 nahm sie an den Asian Seven Series 2013 in Indien teil.